# Основне рівняння руху потяга
Основне рівняння руху потяга (рівняння руху потяга) — фізичне рівняння, що встановлює зв'язок між активними і реактивними силами, що діють на елементи кінематичної системи — потяг, а також між кінематичними і силовими параметрами руху потяга. Фізичною основою для даного рівняння є другий закон Ньютона. Рівняння було вперше виведене М. Є. Жуковським.

## Потяг як кінематична система
Потяг — це система, що складається із таких елементів: локомотива (-вів), вагонів (вагонеток), моторних і гальмівних секцій тощо. В кінематичному відношенні ці елементи зв'язані один з одним за допомогою зчіпних пристроїв, систем управління двигунами, гальмами тощо. Зазвичай, потяг переміщується по рейках, які утворюють т.з. колію, але в окремих випадках використовують і промислові автомобілі з причіпними секціями, — вони можуть розглядатися як потяг, що рухається по дорожньому покритті.
З позицій теорії, потяг — складна система, в яку входять багато елементів із пружними (пружно-дисипативними) і жорсткими зв'язками. Під пружними зв'язками розуміють зчіпні пристрої між елементами состава, під жорсткими — рейки (дорожнє покриття).
Елементи потяга в період руху останнього виконують різні переміщення, які укрупнено поділяють на основні, тобто пов'язані із корисним переміщенням вантажу (уздовж колії), і додаткові (паразитні), які проявляються у вигляді обертання коліс, осей, елементів тягових пристроїв, коливальних процесів елементів состава, пов'язаних з нерівностями рейкової колії, системою підвіски локомотива і вагонів, подовжньою динамікою тощо. Кінематична єдність елементів потяга проявляється в однакових основних переміщеннях усіх елементів состава в кожний момент часу. Додатковими переміщеннями елементів состава при технологічному розрахунку залізничного (промислового локомотивного) транспорту зазвичай нехтують.

## Сили, що діють на елементи потяга
Під час руху потяга, швидкість останнього змінюється від нуля до максимально можливого значення, і навпаки, тобто присутні прискорення, які є результатом дії різноманітних сил, які можуть бути як прикладені зовні (сила тяжіння, реакції від колії, опір від повітря тощо), так і ті, що виникають всередині складу (сили взаємодії між елементами потяга). Крім того, розрізняють сили, які керуються машиністом (сила тяги, сила гальмування і пов'язані з ними динамічні опори) і некеровані з боку машиніста (статичні сили опору руху).
Сили, що виникають при русі потяга, фігурують у рівняннях руху. За родом дії на рух елементів состава, сили можуть бути активними, реактивними та пасивними.
Активні сили виникають у стані спокою і руху потяга, діють в напрямі руху і прагнуть зрушити состав з місця або подовжити рух в певному напрямі. У рівняння руху підставляються зі знаком «+». Зазвичай, такі сили виражаються через результуючу силу тяги {\displaystyle F_{T}}, яка виникає в результаті дії тягових пристроїв локомотива і моторних секцій (двигунів, рушіїв тощо).
Реактивні сили виникають лише при русі потяга і прагнуть перешкодити рухові. У загальному випадку, в рівняння руху реактивні сили підставляються зі знаком «–» (або зі знаком «+», але в різних із силою тяги частинах рівняння руху потяга). Мають різну природу і зазвичай зводяться до результуючої сили опору руху, яка залежить від величини состава (кількості вагонів або вагонеток), маси потяга, швидкості, стану і профілю рейкової колії, режиму руху потяга і дії гальмівних пристроїв тощо.
Опір руху може бути шкідливим (пов'язаний із тертям, зміною форми і розмірів складових елементів потяга тощо) {\displaystyle W_{s}} і корисним (пов'язаний із подоланням перепаду висот між початковим і кінцевим пунктами прямування вантажу) {\displaystyle W_{k}}. Шкідливий опір руху завжди перешкоджає руху потяга, і в рівнянні руху сили шкідливого опору завжди негативні. Під час руху состава на похилій ділянці колії виникає корисний опір руху — сила подовжньої складової сили власної ваги потяга, яка прагне перемістити состава вниз похилою площиною. Не дивлячись на свій активний характер, така складова традиційно причислюється до сил опору руху, і в рівняння руху потяга (тобто, в його частину із силою тяги) підставляється зі знаком «–» під час підйому, і зі знаком «+» — під час спуску состава.
.
Крім того, розрізняють статичний (постійний, притаманний рухові із постійною швидкістю) {\displaystyle W=W_{s}+W_{k}} і динамічний (виникає додатково до статичного при зміні швидкості, за природою — завжди шкідливий) {\displaystyle W_{d}} опори руху потяга. Сили динамічного опору руху потяга підставляються у рівняння (тобто, в його частину із силою тяги) зі знаком «–» у випадку розгону (збільшення швидкості) состава, і зі знаком «+» у випадку гальмування (зменшення швидкості) состава.
Пасивні сили діють перпендикулярно напряму руху, прямо не впливають на параметри руху потяга, але від їх значень залежать величини активних і реактивних сил. Зазвичай, це поперечні складові ваги елементів потяга.

Найпростіша комплектація потяга — із одним локомотивом у голові состава, структурну модель руху якого горизонтальною ділянкою колії наведено на рисунку.

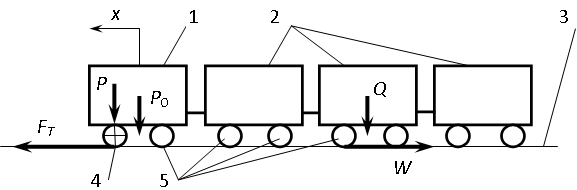
Структурна модель потяга як кінематично єдиного цілого

Отже, в загальному вигляді основне рівняння руху потяга можна записати наступним чином:
{\displaystyle f(F_{T},W,W_{d})=0}.

## Форми запису основного рівняння руху потяга
Існують два записи основного рівняння руху потяга, які використовуються в розрахунках і наукових дослідженнях: в диференційній та в інтегральній формах.

### Диференційна форма
{\displaystyle F_{T}=W+m_{np}{\ddot {x}}},
де {\displaystyle F_{T}} — сумарна сила тяги, що діє на приводні (моторні, рушійні) елементи потяга, Н;
{\displaystyle W} — рівнодіюча статичних опорів руху, Н;
{\displaystyle m_{np}=1,06m} — приведена маса потяга, — ураховує масу частин, що рухаються поступно, а також інерцію частин, що обертаються, кг;
{\displaystyle m} — маса потяга, кг;
{\displaystyle x} — переміщення потяга, м;
{\displaystyle {\ddot {x}}=j} — прискорення потяга (друга похідна переміщення по часі), м/с2;
{\displaystyle m_{np}{\ddot {x}}=W_{d}} — динамічний опір руху потяга, Н.
Аналіз основного рівняння руху потяга в диференційній формі
Основне рівняння руху потяга містить 3 елементи: силу тяги (рівнодіюча активних сил), статичні опори руху (рівнодіюча реактивних сил, а також подовжньої складової власної ваги потяга, яка має активний характер) і динамічні опори руху (в залежності від режиму руху потяга можуть мати як активний, так і реактивний характер). Теоретично, кожен член рівняння може обертатися в нуль.
При {\displaystyle m_{np}{\ddot {x}}=0} — маємо випадок усталеного режиму руху потяга. Оскільки опори руху потяга і сила тяги в даному запису рівняння руху знаходяться у різних частинах рівняння, то при {\displaystyle m_{np}{\ddot {x}}>0} маємо випадок прискореного руху (розгону), при {\displaystyle m_{np}{\ddot {x}}<0} — уповільненого руху (вибігу — руху із вимкненими двигунами, або гальмування) потяга.
При {\displaystyle W=0} — маємо окремий випадок, коли усі шкідливі опори руху компенсуються корисними, і локомотив розвиває тягу лише для розгону состава.
При {\displaystyle F_{T}=0} — маємо випадок вільного вибігу состава, коли тягові пристрої вимкнені, а кінетична енергія потяга знижується при подоланні опорів руху.
Окремий випадок вибігу — гальмування состава, коли штучно, за допомогою спеціальних пристроїв, збільшують {\displaystyle W} для зниження швидкості потяга до заданого значення або повної його зупинки.
За допомогою основного рівняння руху потяга в диференційній формі можна досліджувати основні рухи потяга. Крім того, рівняння надає можливість математичного опису поздовжньої динаміки потяга і додаткових рухів його елементів уздовж осі траси руху. В даному випадку основне рівняння руху в диференційній формі складають для кожного елементу потяга (із підстановкою у певне рівняння лише тих сил, що діють на певний елемент потяга), додаючи до названих вище сил зусилля у зчіпках состава. Для досягнення поставленої задачі розв'язують систему отриманих диференційних рівнянь другого порядку, кількість яких визначається кількістю елементів потяга.

### Інтегральна форма
{\displaystyle F_{T}-B=(P_{0}+Q)(w+i+w_{kp}+110j)},
де {\displaystyle B} — гальмівна сила, Н;
{\displaystyle P_{0}} — вага локомотива (мотор-вагонного рухомого состава), Н;
{\displaystyle Q} — вага причіпної частини состава, Н;
{\displaystyle w} — питомий опір руху потяга, Н/кН;
{\displaystyle i} — питомий опір від ухилу колії, Н/кН, чисельно дорівнює ухилу колії, вираженому в проміле (‰). Оскільки даний опір знаходиться у різних частинах рівняння із силою тяги, то при русі потяга на ухил (тобто, на підйом), значення {\displaystyle i} підставляється у рівняння зі знаком «+»; при русі з ухилу — зі знаком «–»;
{\displaystyle w_{kp}} — питомий опір руху потяга на криволінійних ділянках, діє лише на криволінійних ділянках маршруту прямування потяга, Н/кН. При оперуванні середньозваженим показниками, питомий опір {\displaystyle w_{kp}} та інші місцеві опори руху доцільно перерахувати у «фіктивний ухил» {\displaystyle i_{kp}}, який буде завжди позитивним і має діяти «на підйом состава» на всій протяжності маршруту потяга;
{\displaystyle 110j} — питомий динамічний опір руху потяга, Н/кН. Оскільки даний опір знаходиться у різних частинах рівняння із силою тяги, то при розгоні состава питомий динамічний опір позитивний, при гальмуванні — негативний.
Добуток {\displaystyle (P_{0}+Q)(w+i+w_{kp})=W_{s}} являє собою статичні опори руху в тягових режимах та вільному вибігу потяга, вираз {\displaystyle B+(P_{0}+Q)(w+i+w_{kp})=W_{s}} — статичні опори в гальмівних режимах руху потяга. Добуток {\displaystyle 110j(P_{0}+Q)=W_{d}} називають динамічним опором руху потяга.
Тобто, запис основного рівняння руху потяга в інтегральній формі містить у собі питомі параметри статичних і динамічних опорів руху потяга. Аналіз основного рівняння руху потяга в інтегральній формі дає ті ж самі результати, що й аналіз такого в диференційній формі. Дослідження основних рухів потяга за допомогою основного рівняння в диференційній та інтегральній формах дає аналогічні результати.